# ISM (album)
ISM è il sesto album del disc jockey, produttore discografico, musicista e cantante norvegese Aleksander Vinter, il quarto sotto lo pseudonimo di Savant. È stato pubblicato il 9 settembre 2012.
Il 9 settembre 2016, per festeggiare i 4 anni di ISM, ha rilasciato un'edizione speciale con due canzoni aggiuntive e la copia fisica dell'album.

## Tracce
1. Prelude – 6:26
2. The Beat - 4:05
3. Nightmare Adventures – 3:30
4. Ghetto Blastah - 3:46
5. Syko - 5:06
6. Starfish - 5:02
7. Zeitgeist - 4:24
8. 8-Bit Lightsaber - 4:27
9. Mystery - 5:09
10. Outfox - 5:35
11. No Shit Sherlock - 3:44
12. Cry For Love - 5:11
13. Ism - 5:26
14. Starfish (Blanco Remix) - 5:34 (Solo nell'anniversary edition)
15. ISM Orchestral Suite - 7:42 (Solo nell'anniversary edition)